# Dicksonia punctiloba
Dicksonia punctiloba là một loài dương xỉ trong họ Dicksoniaceae. Loài này được A. Gray mô tả khoa học đầu tiên năm 1848.
Danh pháp khoa học của loài này chưa được làm sáng tỏ. 